# 洞院公定
洞院 公定（とういん きんさだ）は、南北朝時代から室町時代初期にかけての公卿。内大臣・洞院実夏の長男。官位は従一位・左大臣。後中園左大臣と号す。太政大臣を務めた洞院公賢の孫にあたる。

## 生涯
暦応3年（1340年）11月21日叙爵。ところが後に父と不仲となって廃嫡され、替わりに弟・公頼が後継者とされた。ところが、貞治6年（1367年）5月10日に権中納言となっていた公頼が急死、続いて6月1日には実夏も薨去した。実夏は公頼に支障がある場合にはその弟を当主にするように命じていたが、朝廷は幼少を理由に保留、更に公賢が薨去の際に実夏との家督争いに敗れて吉野に奔った公賢の弟（養子）の洞院実守までが京都に帰還して当主に任ぜられるように動いたために洞院家の家督争いが紛糾した。そのため、室町幕府は、応安3年（1370年）頃に3代将軍・足利義満の名で公定に洞院家を継がせて内紛を終結させるように武家執奏を行い、これを受けて応安4年1月19日後光厳天皇によって公定の洞院家門継承の勅裁が下されて洞院家を継ぐことになったのである。
以後累進して従一位・左大臣に至る。日記に『洞院公定日記』があり、応安7年（1374年）と永和3年（1377年）の自筆断簡が残存する。永和2年（1376年）頃、諸家の系図を集めて『尊卑分脈』（『新編纂図本朝尊卑分脈系譜雑類要集』）を編んだ。また、日記の「洞院公定日記」については、当時の南北朝の動乱期の世情を鮮明に描いており、更に太平記の作者といわれる小島法師についても記されている。

## 経歴
以下、『公卿補任』と『尊卑分脈』の内容に従って記述する。
- 暦応2年（1340年）1月26日、誕生。同年11月21日、叙爵。
- 康永元年（1342年）9月7日、従五位上に昇叙。
- 康永3年（1344年）1月5日、正五位下に昇叙。
- 貞和元年（1345年）12月30日、侍従に任ぜられる。
- 貞和2年（1346年）2月2日、元服し12月には禁色を許される。
- 貞和3年（1347年）1月5日、従四位下に昇叙。12月27日には左少将に任ぜられる。
- 貞和4年（1348年）10月7日、従四位上に昇叙。
- 貞和5年（1349年）1月5日、正四位下に昇叙。2月15日、備後介を兼ねる。
- 観応元年（1350年）10月12日、左中将に昇任。
- 文和2年（1353年）4月23日、従三位に叙される。
- 文和3年（1354年）3月28日、遠江権守を兼ねる。
- 文和4年（1355年）8月13日、参議に任ぜられ、左中将は元の如し。
- 延文2年（1357年）4月15日、権中納言に任ぜられる。
- 延文3年（1358年）2月11日、母の喪に服す。
- 延文4（1359年）1月21日、復任する。
- 康安元年（1361年）1月5日、正三位に昇叙。4月15日、権中納言を辞退する。以後、前権中納言の状態が続く。
- 応安6年（1373年）1月6日、従二位に昇叙。
- 応安7年（1374年）12月13日、権中納言に還任。
- 永和2年（1376年）2月12日、権大納言に昇任。
- 永和3年（1377年）1月5日、正二位に昇叙。
- 永徳2年（1382年）10月、権大納言を辞した。

至徳2年（1385年）3月27日、権大納言に還任。
- 至徳3年（1386年）11月27日、権大納言を再び辞した。
- 嘉慶2年（1388年）5月26日、権大納言に還任。
- 応永2年（1395年）1月7日、内教坊別当に補される。同月28日、左近衛大将を兼ねる。3月24日、内大臣に任ぜられる。7月2日には左大将を辞し、8月16日に従一位に昇叙。9月2日には右大臣に転任。
- 応永3年（1396年）7月24日、左大臣に転任。
- 応永5年（1398年）12月、左大臣を辞した。
- 応永6年（1399年）6月15日、出家し法名を元貞とするが、同日中に薨去。

## 系譜
- 父：洞院実夏（1315-1367）
- 母：花園院中納言典侍 - 持明院保藤の娘
- 妻：不詳
- 養子
  - 男子：洞院実信 - 権大納言。正親町忠季の子 （洞院公守→正親町実明→正親町公蔭→正親町忠季）
  - 男子：洞院満季（1390-?） - 洞院実信の子